# Cladostreptus subsericeus
Cladostreptus subsericeus är en mångfotingart som först beskrevs av Henri W. Brölemann 1902.  Cladostreptus subsericeus ingår i släktet Cladostreptus och familjen Spirostreptidae. Inga underarter finns listade i Catalogue of Life.